# Amaury Golitin
Amaury Golitin (28 de enero de 1997) es un deportista de Francia que compite en atletismo. Ganó una medalla de plata en el Campeonato Europeo de Atletismo Sub-23 de 2019, en la prueba de 4 × 100 m.